# Pökkäsaaret
Pökkäsaaret este o arie protejată (arie specială de conservare — SAC, sit de importanță comunitară — SCI) din Finlanda întinsă pe o suprafață de 20 ha, integral pe uscat.

## Localizare
Centrul sitului Pökkäsaaret este situat la coordonatele 63°20′13″N 23°00′29″E / 63.3369°N 23.0081°E.

## Înființare
Situl Pökkäsaaret a fost declarat sit de importanță comunitară în mai 2002 pentru a proteja un număr necunoscut de specii din flora spontană și fauna sălbatică aflate în arealul zonei. Situl a fost protejat și ca arie specială de conservare în aprilie 2015.

## Biodiversitate
Situată în ecoregiunea boreală, aria protejată conține 2 habitate naturale: Taiga vestică, Mlaștini împădurite.
La baza desemnării sitului se află un număr nedeclarat de specii protejate.